# الإسلام في الصومال
الإسلام في الصومال أغلبية الصوماليين من المسلمين السنة الشافعية، لأكثر من 1400 سنة، الإسلام جزء أساسي من المجتمع الصومالي، دخل الإسلام الصومال منذ أيامه الأولى، وقد ظهر الإسلام في الصومال عن طريق الصحابة المهاجرين إلى الحبشة.

## التاريخ
وصل الإسلام إلى الصومال في بداية الدعوة، بعد هجرة الصحابة للحبشة بسبب اضطهاد قبيلة قريش لهم -القبيلة التي ينتمي إليها النبي محمد ﷺ- ففروا إلى إكسوم عبر ميناء مدينة زيلع الخاضع لسيطرة الإمبراطورية الأكسومية في ذلك الوقت، و يقع حالياً في شمال الصومال.

### الهجرة الأولى
عندما رأى النبي محمد ﷺ الاضطهاد الّذي تعرض له أتباعه في مكة المكرمة، أمر أتباعه بالهجرة منها إلى شمال إثيوبيا، الحبشة، حيث قال «لو خرجتم إلى الحبشة؛ فإن بها ملكًا لا يظلم عنده أحد». وكانت هذه الهجرة الأولى في تاريخ الإسلام، كانت الصومال ذات في ذلك الوقت مجتمع يهودي مسيحي.

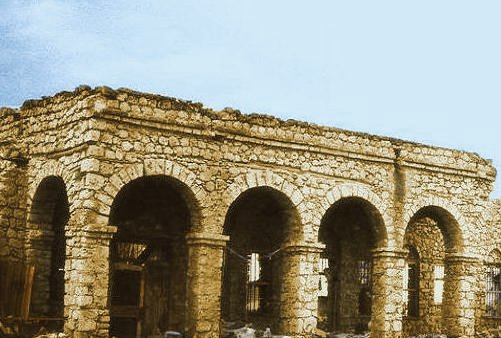
آثار سلطنة عدل في زيلع، الصومال

فاتصال المسلمين بهذه المنطقة من العالم بدأ عند هجرة المسلمين الأولى فرارا من بطش قريش، وذلك عندما حطوا رحالهم في ميناء زيلع الموجود بشمال الأراضي الصومالية الآن والذي كان تابعا لمملكة أكسوم الحبشية في ذلك الوقت طلبا لحماية نجاشي الحبشة «أصحمة بن أبحر». أمن النجاشي المسلمين على أرواحهم وأعطاهم حرية البقاء في بلاده، فبقي منهم من بقي في شتى أنحاء القرن الإفريقي عاملا على نشر الدين الإسلامي هناك.

### الإسلام والعصور الوسطى
كان لانتصار المسلمين على قريش في القرن السابع الميلادي أكبر الأثر على التجار والبحارة الصوماليين حيث اعتنق أقرانهم من العرب الدين الإسلامي ودخل أغلبهم فيه كما بقيت طرق التجارة الرئيسية بالبحرين الأحمر والمتوسط تحت تصرف الخلافة الإسلامية فيما بعد. وانتشر الإسلام بين الصوماليين عن طريق التجارة. كما أدى عدم استقرار الأوضاع السياسية وكثرة المؤامرات في الفترة التي تلت عهد الخلفاء الراشدين من تصارع على الحكم إلى نزوح أعداد كبيرة من مسلمي شبه الجزيرة العربية إلى المدن الساحلية الصومالية مما اعتبر واحدا من أهم العناصر التي أدت لنشر الإسلام في منطقة شبه جزيرة الصومال.

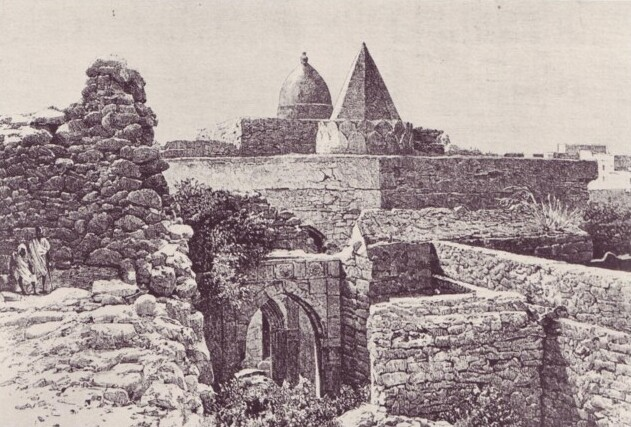
مسجد فخر الدين زنكي من القرن الثالث عشر.

وأصبحت مقديشيو منارة للإسلام على الساحل الشرقي لإفريقيا، كما قام التجار الصوماليون بإقامة مستعمرة في موزمبيق لاستخراج الذهب من مناجم مملكة موتابا وتحديدا من مدينة سفالة التي كانت الميناء الأساسي للمملكة في ذلك الوقت. وفي تلك الأثناء كانت بذور سلطنة عدل قد بدأت في إنبات جذورها حيث لم تعدُ في تلك الأثناء عن كونها مجتمع تجاري صغير أنشأه التجار الصوماليون الذين دخلوا حديثا في الإسلام.
وعلى مدار مائة عام أمتدت من سنة 1150 وحتى سنة 1250 لعبت الصومال دورا بالغ الأهمية والمحورية في التاريخ الإسلامي ووضع الإسلام عامة في هذه المنطقة من العالم. حيث أشار كلا من المؤرخين ياقوت الحموي وعلي بن موسى بن سعيد المغربي في كتاباتيهما إلى أن الصوماليون في هذه الأثناء كانوا من أغنى الأمم الإسلامية في تلك الفترة. حيث أصبحت سلطنة عدل من أهم مراكز التجارة في ذلك الوقت وكونت إمبراطورية شاسعة امتدت من رأس قصير عند مضيق باب المندب وحتى منطقة هاديا بإثيوبيا. حتى وقعت سلطنة عدل تحت حكم سلطنة عفت الإسلامية الناشئة والتي بسطت ملكها على العديد من مناطق إثيوبيا والصومال، وأكملت سلطنة عدل، التي أصبحت مملكة عدل بعد وصول مد سلطنة عفت إليها، أكملت نهضتها الاقتصادية والحضارية تحت مظلة سلطنة عفت.
واتخذت سلطنة عفت من مدينة زيلع عاصمة لها ومنها انطلقت جيوش إيفات لغزو مملكة شيوا الحبشية المسيحية القديمة عام 1270. وأدت هذه الواقعة إلى نشوب عداوة كبيرة وصراع على بسط السلطة والنفوذ ومعارك مع محاولات توسعية شديدة الكراهية بين البيت الملكي السليماني المسيحي وسلاطين سلطنة عفت المسلمة مما أدى لوقوع العديد من الحروب بين الجانبين انتهت بهزيمة سلطنة عفت ومقتل سلطانها آنذاك السلطان سعد الدين الثاني على يد الإمبراطور داوود الثاني إمبراطور الحبشة وتدمير مدينة زيلع على يد جيوش الحبشة عام 1403. وفي أعقاب هزيمتهم في الحرب، فر أفراد عائلة المهزوم إلى اليمن حيث استضافهم حاكم اليمن في ذلك الوقت الأمير زفير صلاح الدين الثاني حيث حاولوا جمع أشلاء جيوشهم ومناصريهم من أجل استرجاع أراضيهم لكن دون جدوى.

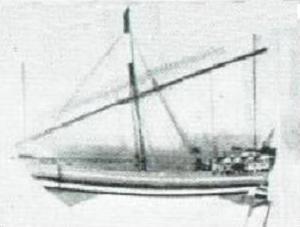
نموذج لسفينة من مقديشيو من العصور الوسطى.

وفي عهد سلطنة أجوران في الفترة ما بين القرنين الرابع عشر والسابع عشر للميلاد، أصبح للعديد من المدن الصومالية شأن عظيم خاصة مدن مقديشيو ومركا وباراوا وأبية والتي نمت موانئها نموا واسعا وأقامت علاقات تجارية وثيقة مع السفن القادمة من والمبحرة إلى شبه الجزيرة العربية والهند وفينيتيا وفارس ومصر والبرتغال. وعندما مر البحار البرتغالي فاسكو دا غاما بمدينة مقديشيو خلال رحلاته البحرية الاستكشافية في القرن الخامس عشر، دون في ملحوظاته ما شاهده من ازدهار بجميع أرجاء المدينة واصفا بيوتها بأنها مكونة من أربعة أو خمسة طوابق كما يوجد فيها العديد من القصور الكبيرة في وسطها إضافة للجوامع الكبرى ذات المآذن الأسطوانية الشكل.
وفي القرن السادس عشر كتب ديوارت باربوسا، التاجر والكاتب البرتغالي الذي رافق ماجلان في أسفاره، عن مشاهداته في مقديشيو قائلا أنه شاهد العديد من السفن التجارية القادمة من كامبايا الهندية محملة بالأقمشة والتوابل في الهند وذلك لبيعها في الميناء التجاري بمقديشيو مقابل منتجات صومالية أخرى مثل الذهب والشمع والعاج. كما أشار باربوسا أيضا لتوافر اللحوم والقمح والشعير والجياد والفاكهة في الأسواق الساحلية مما كان يدر ربحا وفيرا على التجار؛ كما كانت مقديشيو مركزا لصناعات الغزل والنسيج حيث كانت تصدر نوعا خاصا من الأقمشة كان يطلق عليه «ثوب بنادير» للأسواق العربية خاصة في مصر وسوريا. علاوة على ذلك شكلت مقديشيو مع كل من مدينتي مركا وباراوا مناطق عبور للتجار السواحليين القادمين من مومباسا وماليندي في كينيا وتجارة الذهب من كيلوا في تنزانيا. كما كان تجار هرمز من اليهود يقومون بجلب منتجاتهم من المنسوجات الهندية والفاكهة إلى السواحل الصومالية لاستبدالها بالحبوب والأخشاب.
كما أقيمت العلاقات التجارية مع سلطنة ملقا، إحدى دول اتحاد ماليزيا الآن، في القرن الخامس عشر، وكانت السلع الأساسية التي قامت عليها التجارة بين البلدين هي الأقمشة والعنبر والخزف. كما صدرت الصومال الحيوانات الحية مثل الزراف وحمر الزرد لإمبراطورية مينج الصينية والتي اعتبرت التجار الصوماليين زعماء التجارة البحرية بين آسيا وإفريقيا. من جهة أخرى، عمد التجار الهندوس من مدينة سورات الهندية والتجار القادمون من جزيرة باتي الكينية بجنوب شرق إفريقيا إلى الإتجار بموانئ باراوا ومركا الصوماليتين وذلك للابتعاد عن الحصار البرتغالي والتدخل العماني في طرق التجارة البحرية إذ كان هذان الميناءان بعيدين تماما عن سلطات كل من البرتغاليين والعمانيين.

### الإسلام في عهد الاستعمار وبعد
لأن المسلمين يعتقدون أن إيمانهم ينبع من الإيمان برسالة النبي محمد ﷺ، فقد كان من الصعب تكيف المسلمين مع بعض التغيرات الاجتماعية والاقتصادية والسياسية التي بدأت مع التوسع في الحكم الاستعماري في أواخر القرن التاسع عشر. وقد حدثت بعض التعديلات، ولكن الرد على ذلك كان بالعودة إلى تقاليد الإسلام ومعارضة التغريب تماما، وكانت الطرق الصوفية في طليعة هذه الحركة، في مقدمتهم الزعيم الديني والوطني الصومالي محمد عبد الله حسان في وقت مبكر من القرن التاسع عشر، عموما عارض القادة الإسلاميين انتشار التعليم الغربي.